# 褐帶小黃毒蛾
褐帶小黃毒蛾（学名：Euproctis pterofera）为毒蛾科黃毒蛾屬下的一个种。